# Samson et Dalila (opera)
Samson et Dalila is een opera van de Franse componist, pianist en organist Charles Camille Saint-Saëns (1835-1921). Hij schreef de opera in 1876. Aanvankelijk werd de opera geweigerd, maar Franz Liszt ontfermde zich erover en zorgde voor een uitvoering in Weimar begin 1877. Het werd een groot succes. Pas in 1892 werd de opera in Parijs uitgevoerd.